# Sidi Kaouki
Sidi Kaouki (en àrab سيدي كاوكي, Sīdī Kāwkī) és una comuna rural de la província d'Essaouira, a la regió de Marràqueix-Safi, al Marroc. Segons el cens de 2014 tenia una població total de 4.625 persones.